# 라스 벤타스

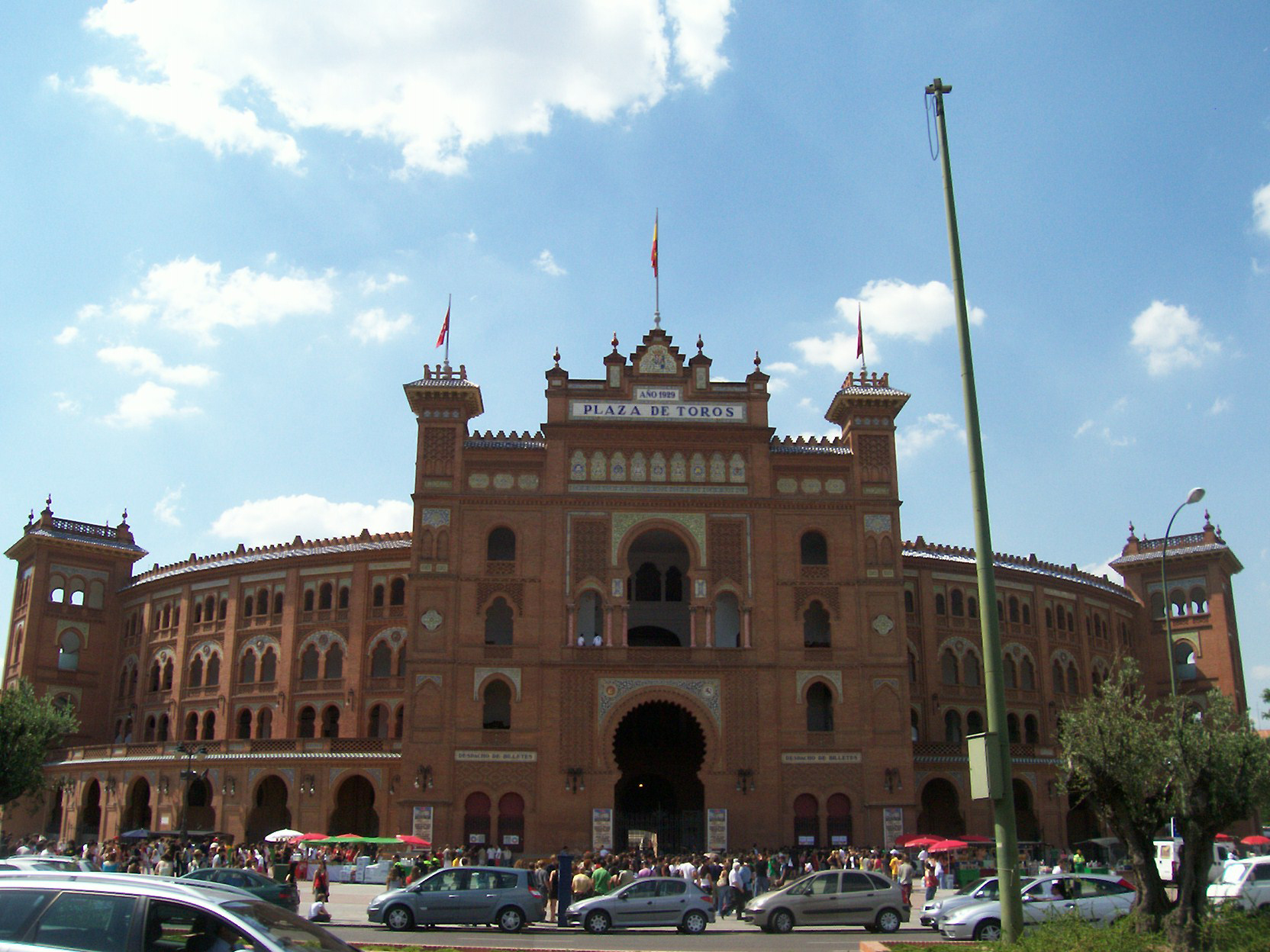
라스 벤타스

라스 벤타스(스페인어: Las Ventas)는 스페인 마드리드에 있는 투우장이다. 25,000여명을 수용할 수 있다.
스페인 내전 도중에는 프랑코 정권의 강제 수용소로 이용되었다.